# Курганна култура
Курганната култура е археологическа култура, доминираща в Централна Европа от средната бронзова епоха (около 1600 – 1200 година пр. Хр.).
Курганната култура е продължител на Унетицката култура и се развива главно в нейната предходна територия, с изключение на Бавария и Вюртемберг. Наследена е от къснобронзовата Култура на полетата с погребални урни. Дължи наименованието си на характерните погребални могили – кургани.